# E99
E99 är en europaväg i östra Turkiet och i Azerbajdzjan. 
E99 ströks från europavägskonventionen före 2002 års version. Den gick fram till dess sträckan Şanlıurfa - Diyarbakır - Doğubeyazıt (som ligger nära gränsen till Iran).
Den har år 2004 beslutats återinföras på ungefär samma sträcka, fast förlängt till Azerbajdzjan : Şanlıurfa - Diyarbakır - Bitlis - Doğubeyazit - Iğdir - Dilucu - (gränsen Turkiet-Azerbajdzjan) - Sedarak.
Det infördes (troligen) på skyltar 2006. Dilucu ligger vid gränsen Turkiet-Azerbajdzjan. Längden på nya E99 är 800-850 km, och ansluter till E90, E80, E002.